# Barrio consular de Túnez
El barrio consular de Túnez se define como la zona de actividad consular y diplomática de la regencia otomana de Túnez.

## Historia

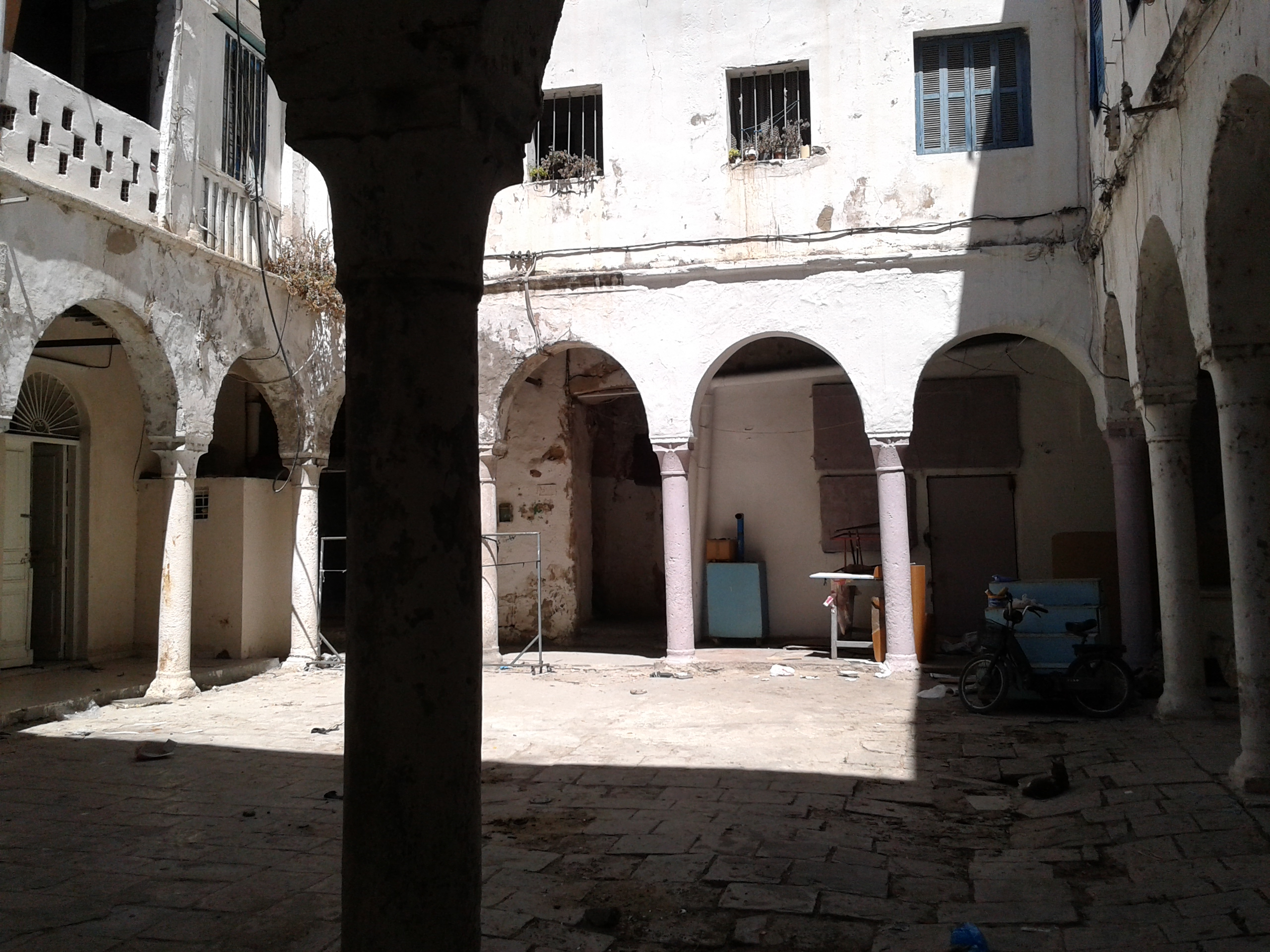
Vista actual del funduq de los franceses.

Durante la época hafsí, las naciones europeas tenían prohibido establecer consulados dentro de las murallas de la medina de Túnez. Cuando la ciudad pasó a soberanía otomana en el siglo XVI, se permitió a los cónsules instalarse en funduqs o casas consulares.
El barrio consular nació con la construcción de la primera casa consular dentro de las murallas, en el barrio franco de la medina, el funduq de los Franceses, construido en 1660.

## Localización

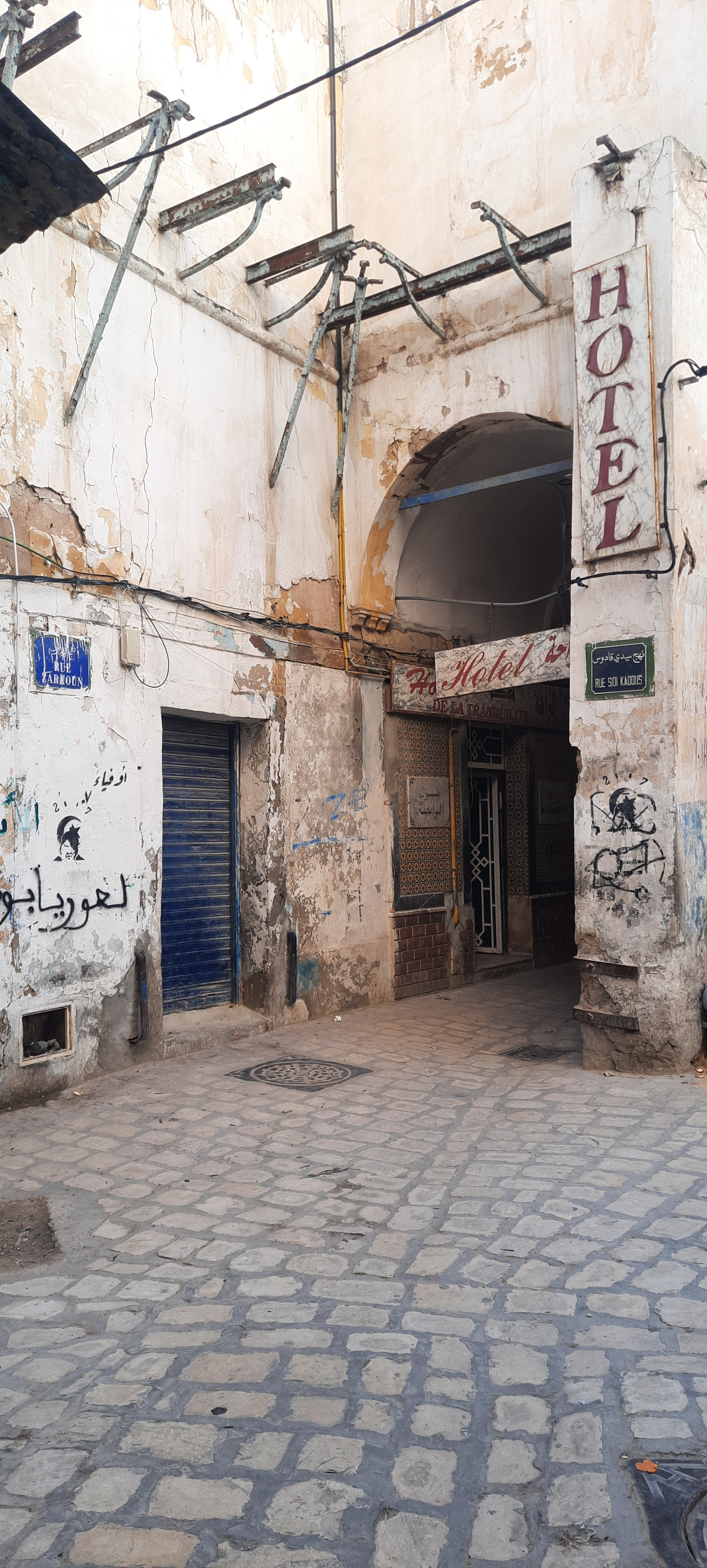
Sidi Kadous

Formado en torno a la plaza de la Bourse, actual plaza de la Victoire, frente a Bab El Bhar, sus límites fluctuantes se extendían hasta la calle Sidi Kadous al norte, la plaza de Castille al sur y la calle de la Verrerie al oeste.
Las casas consulares de Suecia (que se convirtió en el Hôtel Eymon en 1875) y Portugal dan a la plaza, al igual que el antiguo Funduq de los Ingleses.
Además del funduq de los franceses, aún se pueden admirar las antiguas casas consulares del Gran Ducado de Toscana, la del Sacro Imperio Romano Germánico, la de Génova, Venecia, Alemania y la de Estados Unidos, todas ellas situadas a lo largo de la calle de las Antiguas Aduanas.
La antigua casa consular de los Países Bajos (anteriormente funduq Núñez-Cardoso) y las de los reinos de las Dos Sicilias y Cerdeña aún se pueden ver en la calle Zarkoun.

El consulado español ocupó los edificios que albergan la iglesia de Santa Cruz, mientras que el consulado danés ocupó los edificios del barrio municipal de la medina de Túnez.

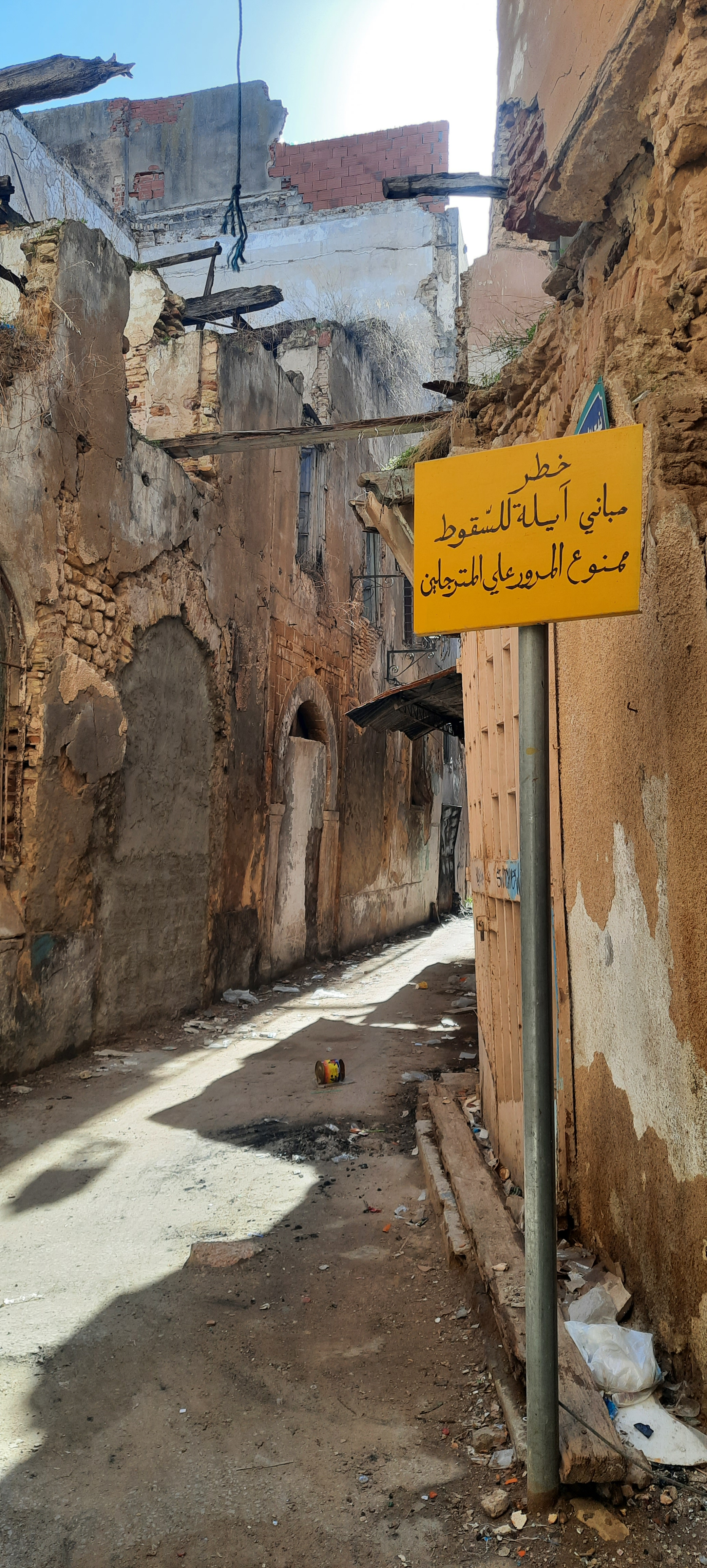
La calle de las Antiguas Aduanas
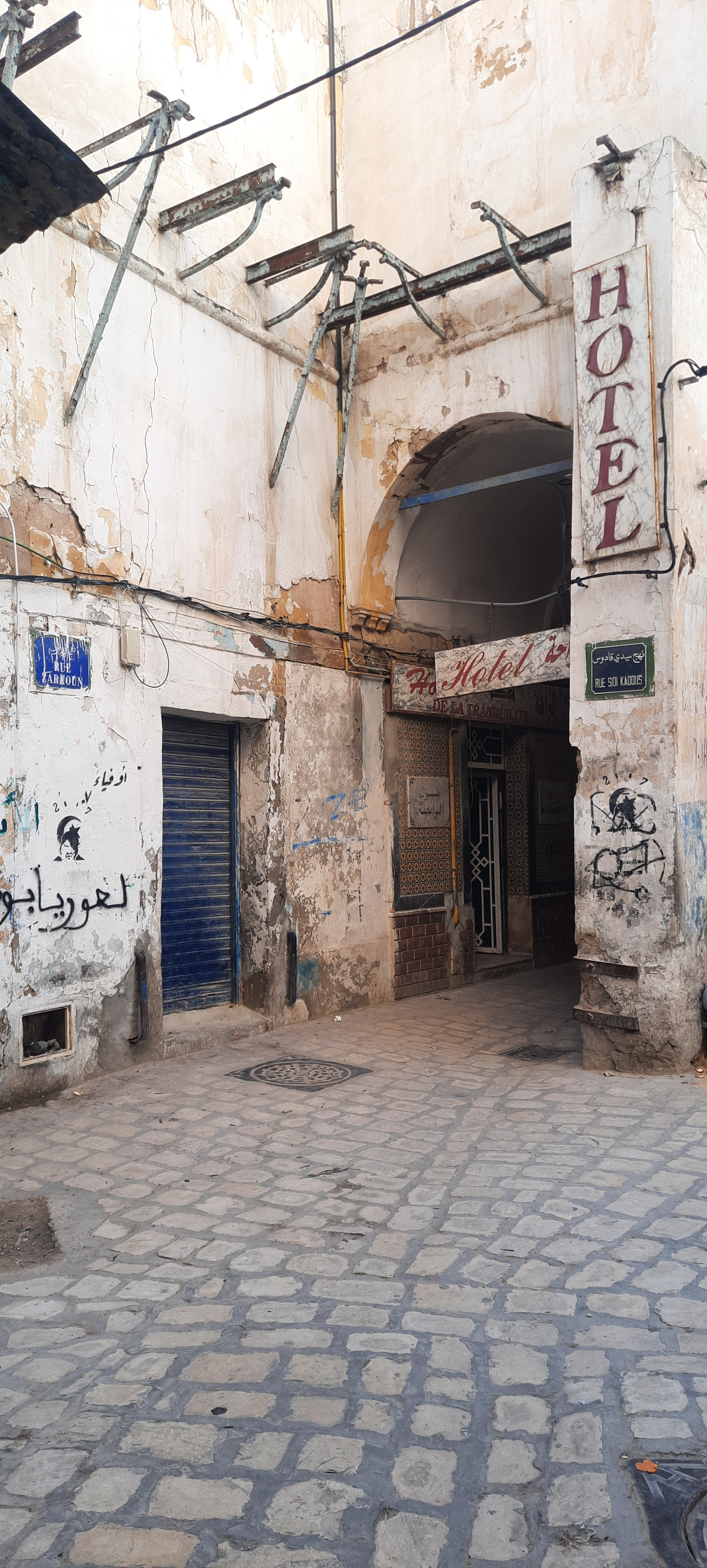
El barrio consular de Túnez
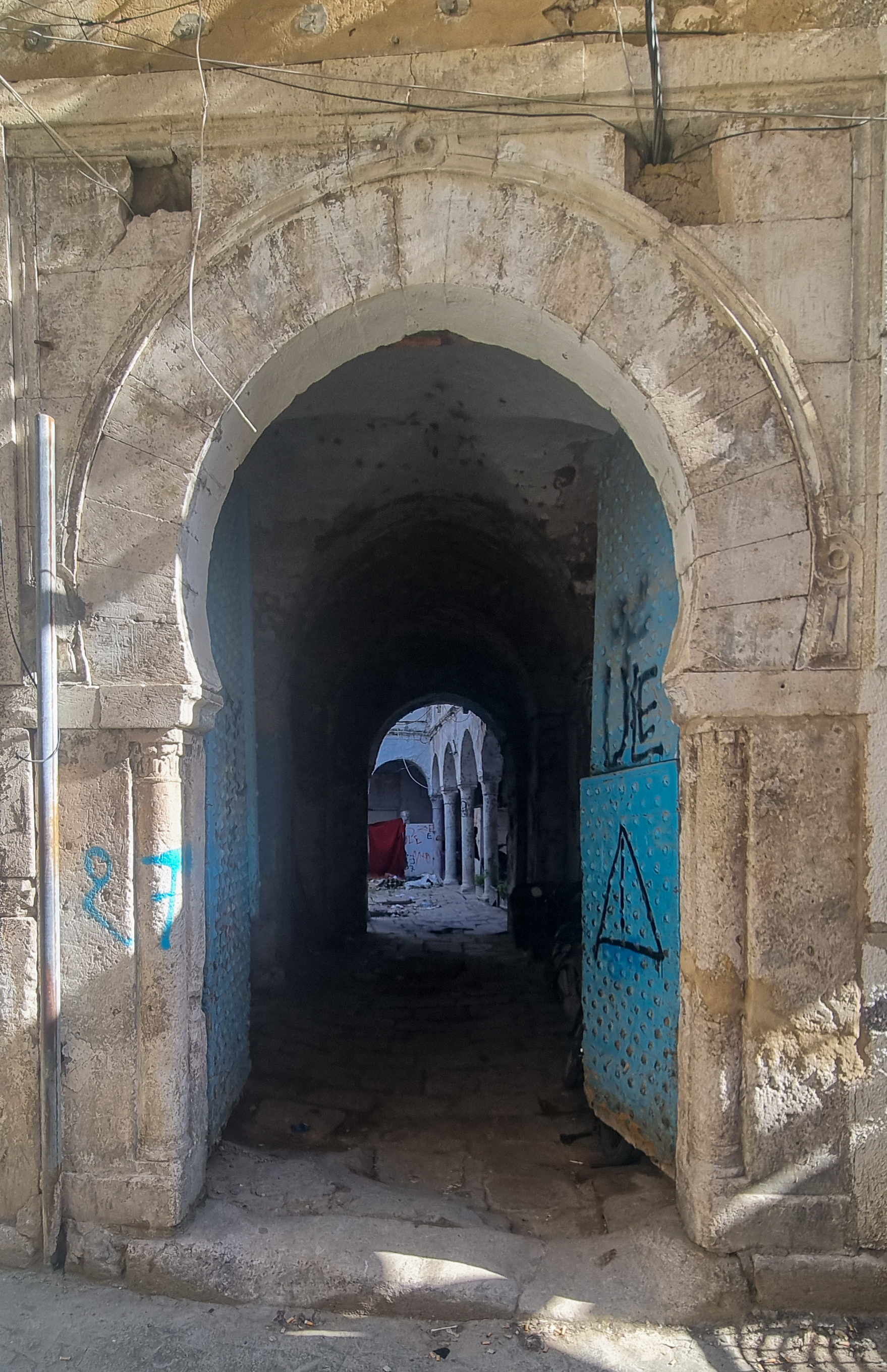
El funduq de los Franceses

## Funcionamiento
El funduq estaba compuesto principalmente por un patio central alrededor del cual se disponían las viviendas de los mercaderes, los hornos de pan, los almacenes, los puntos de venta y una cancillería. El cónsul que se alojaba en el funduq percibía ingresos en concepto de alquiler, almacenamiento y tasas en concepto de actos.